# 2007年热带风暴尚塔尔
热带风暴尚塔尔（英語：Tropical Storm Chantal）是2007年大西洋飓风季形成的一场持续时间较为短暂的北大西洋热带气旋，也是该季第3场热带风暴。系统于7月31日在百慕大和鳕鱼角之间成形，其前身不具备热带天气系统特征，然后因外界环境有利而迅速达到风力时速85公里的最高强度。气旋加速向东北方向移动，行经海域水温逐渐降低，风暴对流随之减弱，于8月1日清晨开始转变成温带气旋，美国国家飓风中心也随即停止针对系统发布公告。不久后，尚塔尔的温带残留穿越纽芬兰岛东南部上空，然后进入北太平洋开放水域。
风暴的前身在百慕大产生中等程度降水，成为温带系统后，尚塔尔的残留又令阿瓦隆半岛各地普遍出现强烈阵风和暴雨，引起洪灾和风害，投保损失共计约有2500万加拿大元（2007年加拿大元，相当于2007年的2430万美元）。

## 气象历史
7月21日，一片锋面天气系统离开南、北卡罗莱纳州，并在向东南方向飘流期间退化成低压槽，到7月26日时，位于巴哈马以东的系统已基本停止移动。系统内起初未能保持深层对流，但多名气象学家还是从7月28日开始采用德沃夏克分析法进行追踪。系统向东北方向前进，但由于外界环境不利，其结构起初杂乱无章。不过，气象机构预计系统行经海域大气环境会朝有利于热带天气系统发展的方向变化，到7月29日时，美国国家飓风中心已认定系统有发展成热带或亚热带气旋的潜力。7月30日，低气压在大规模中纬度低压槽的影响下继续向东北方向前进，并从百慕大以西洋面经过。系统包含部分暴露在外的下层环流，偶尔会被东北方向持续存在的对流区包裹起来。到了7月31日清晨，多艘船只测得的数量和快速散射仪卫星观察结果都表明系统风速达到每小时55公里，其中心已经关联有足够对流，美国国家飓风中心因此将位于百慕大西北偏北方向约435公里海域、马萨诸塞州巴恩斯特布尔县查塔姆（Chatham）东南偏南方向约710公里洋面的系统归类为第三号热带低气压。
成为热带低气压后，气旋的下层中心依然部分暴露在外，深层对流主要分布在东北半圆内。风暴所处洋面水温约有27°C，有气象学家认为，低气压有可能在达到热带风暴强度后转变成温带气旋。中心上空的对流继续增长，低气压因此于协调世界时7月31日早上6点左右在新斯科舍哈利法克斯以南约855公里海域升级成热带风暴并获名“尚塔尔”（Chantal）。受中层低压槽影响，气旋继续向东北方向前进并且很快就发展出层次分明的曲线带状特征。成为热带风暴6小时后，尚塔尔达到风力时速85公里的最高强度。接下来，气旋行经洋面的水温和大气温度都逐渐降低，对流因此逐渐减弱。环流同逐渐逼近的锋面天气系统融合，尚塔尔于8月1日早上6点转变成温带气旋。
成为温带气旋后，尚塔尔中心附近仍然保持有零散对流，但主要的对流区和云系已经扩展到北翼。8月1日中午时分，气旋沿阿瓦隆半岛吹袭纽芬兰岛，并以最高强度袭击普拉森提亚（Placentia）地区。接下来，气旋风速提高到飓风强度。8月3日，尚塔尔的温带残留在北大西洋最北侧进入再度减弱，于8月5日与冰岛以东的另一个温带气旋合并。

## 影响

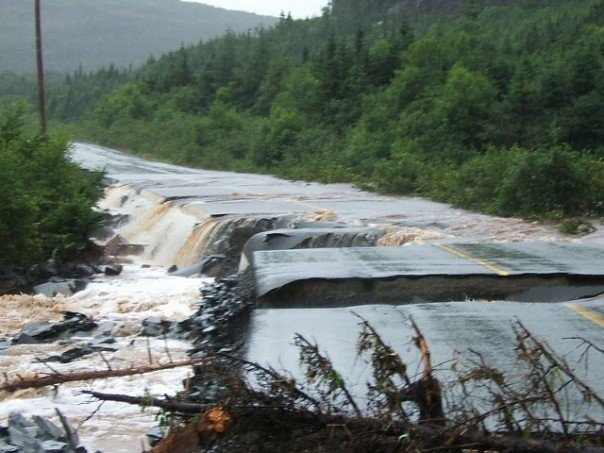
风暴在希普引发洪灾

发展成尚塔尔的扰动天气从7月30日就开始影响百慕大，空中云层增多，还出现局部暴风雨。次日，系统从该岛以西经过并产生更多降水，百慕大国际机场的两天合计降雨量为53.8毫米，相当于月度降雨总量的35%。岛上还出现雷暴，测得的最高风速为每小时72公里。尚塔尔离开百慕大后，北大西洋开放海域一艘呼号为“604”的船只测得每小时59公里的持续风速。7月31日晚上23点左右，新斯科舍东南方向洋面的一个浮标在尚塔尔从附近掠过时测得995毫巴（百帕）的气压值。
尚塔尔成为热带风暴后不久，加拿大大西洋风暴预测中心向纽芬兰岛沿海地区发布烈风警告。纽芬兰拉不拉多气象办公室之后也向纽芬兰岛发布暴雨警告。当地近海水域浪出现高达6米的狂浪，陆地上的风力达到中等强度，风暴上岸地点附近测得时速88公里阵风，但这一数据没有得到官方认可。尚塔尔的残留在快速穿越纽芬兰岛期间也产生暴雨，圣约翰斯西在1小时内就降下43毫米雨量，是这场风暴1小时降雨量最多的地方。总降雨量最高的则是阿真舍（Argentia），达200.4毫米。降水引发洪灾，阿瓦隆半岛有多个城镇的街道被冲毁。
洪水导致希普（Ship Harbour）同外界的交通中断，情况持续5天后才因临时道路通行而改善。西班牙人湾（Spaniard's Bay）的一座桥梁因洪水而垮塌约50厘米，临时桥梁在两个月内就已建成，永久替换原桥的新桥在2008年夏建成。该国遭受的投保损失共计达2500万加拿大元（2007年加拿大元，相当于2007年的2430万美元）。